# 本吉
本吉是剛果共和國的城市，由盆地省負責管轄，位於該國中部阿利馬河畔，海拔高度438米，市內有機場設施、市集、港口和資源中心。